# Mitsuo Watanabe
Mitsuo Watanabe (Prefettura di Tochigi, 4 giugno 1953) è un ex calciatore giapponese, di ruolo centrocampista.

## Statistiche

### Presenze e reti nei club
| Stagione | Squadra          | Campionato | Campionato | Campionato |
| Stagione | Squadra          | Comp       | Pres       | Reti       |
| -------- | ---------------- | ---------- | ---------- | ---------- |
| 1972     | Towa Real Estate | JSL1       | 8          | 9          |
| 1973     | Towa Real Estate | JSL1       | 18         | 6          |
| 1974     | Towa Real Estate | JSL1       | 18         | 8          |
| 1975     | Towa Real Estate | JSL1       | 18         | 4          |
| 1976     | Fujita Kogyo     | JSL1       | 18         | 6          |
| 1977     | Fujita Kogyo     | JSL1       | 17         | 4          |
| 1978     | Fujita Kogyo     | JSL1       | 18         | 0          |
| 1979     | Fujita Kogyo     | JSL1       | 18         | 3          |
| 1980     | Fujita Kogyo     | JSL1       | 18         | 3          |
| 1981     | Fujita Kogyo     | JSL1       | 18         | 0          |
| 1982     | Fujita Kogyo     | JSL1       | 18         | 0          |
| 1983     | Fujita Kogyo     | JSL1       | 14         | 0          |
|          | Totale           |            | 201        | 34         |